# 罗纳德·梅特兰
罗纳德·梅特兰（英語：Ronald Maitland，1887年1月6日—1937年4月15日），加拿大男子帆船运动员。他曾代表加拿大参加1932年夏季奥林匹克运动会帆船比赛，获得一枚银牌。他于1937年在温哥华去世。